# Louis de La Haye (évêque)
Louis de La Haye (mort le 21 janvier 1588),  fut évêque de Vannes de 1575 à sa mort.

## Biographie
Louis de La Haye est le frère de l'éphémère évêque de Vannes Jean de La Haye. Il occupe le siège épiscopal de 1575 à sa mort en 1588 Le 9 décembre 1579 afin de soutenir financièrement l'établissement du Collège Saint-Yves de Vannes fondé peu avant par René d'Arradon et des bourgeois de la ville il lui attribue les dîmes des paroisses de Quistinic et de Saint-Avé.